# 统一民主联盟青年
联合民主联盟青年（葡萄牙语：Juventude CDU）是葡萄牙政党联盟统一民主联盟的青年翼，由葡萄牙共产主义青年（葡萄牙共产党的青年翼）和生态青年（生态主义党“绿党”的青年翼）两个青年组织组成。该组织在与青年议题有关的领域开展政治工作，并组织青年参与政治活动，特别是在选举活动中。